# Decorgel
Decorgel je v podstatě glukózový sirup. Díky němu bude jedlý papír lesklý a tisk na něm bude vypadat jako opravdová fotografie. Současně zajistí, že jedlý papír změkne a pak se lépe krájí. Decorgelem můžete „přilepit“ jedlý papír na dort, čokoládu, marcipán nebo potahovací hmotu. Především ale slouží k oddělení podkladu s vyšším obsahem vody, který by jinak obrázek na jedlém papíru rozpil.